# 岭南大站
嶺南大站（：／ Yeongnamdae yeok */?）是大邱地鐵2號線的終點車站，位於韓國庆尚北道慶山市大洞。

## 車站結構
站體為2面2線曲線式設計側式月台的地下車站，候車月台設有月台幕門，並有5處出口。

### 月台配置
| 林堂 ↑   |
| \| 上    |
| 起終點站 |

| 月台 | 路線               | 目的地                 |
| ---- | ------------------ | ---------------------- |
| 上行 | ●大邱都市鐵道2號線 | 半月堂、龍山、汶陽方向 |
| 下行 | ●大邱都市鐵道2號線 | 此站終着               |

## 历史
- 2012年9月19日：开通啟用[2]。

## 车站周边
- 嶺南大學
- 慶山消防署
- 大邱銀行（朝鲜语：대구은행）嶺南大分行
- KB國民銀行嶺南大天馬分行
- 天主教大邱總教區押梁教堂

## 圖片

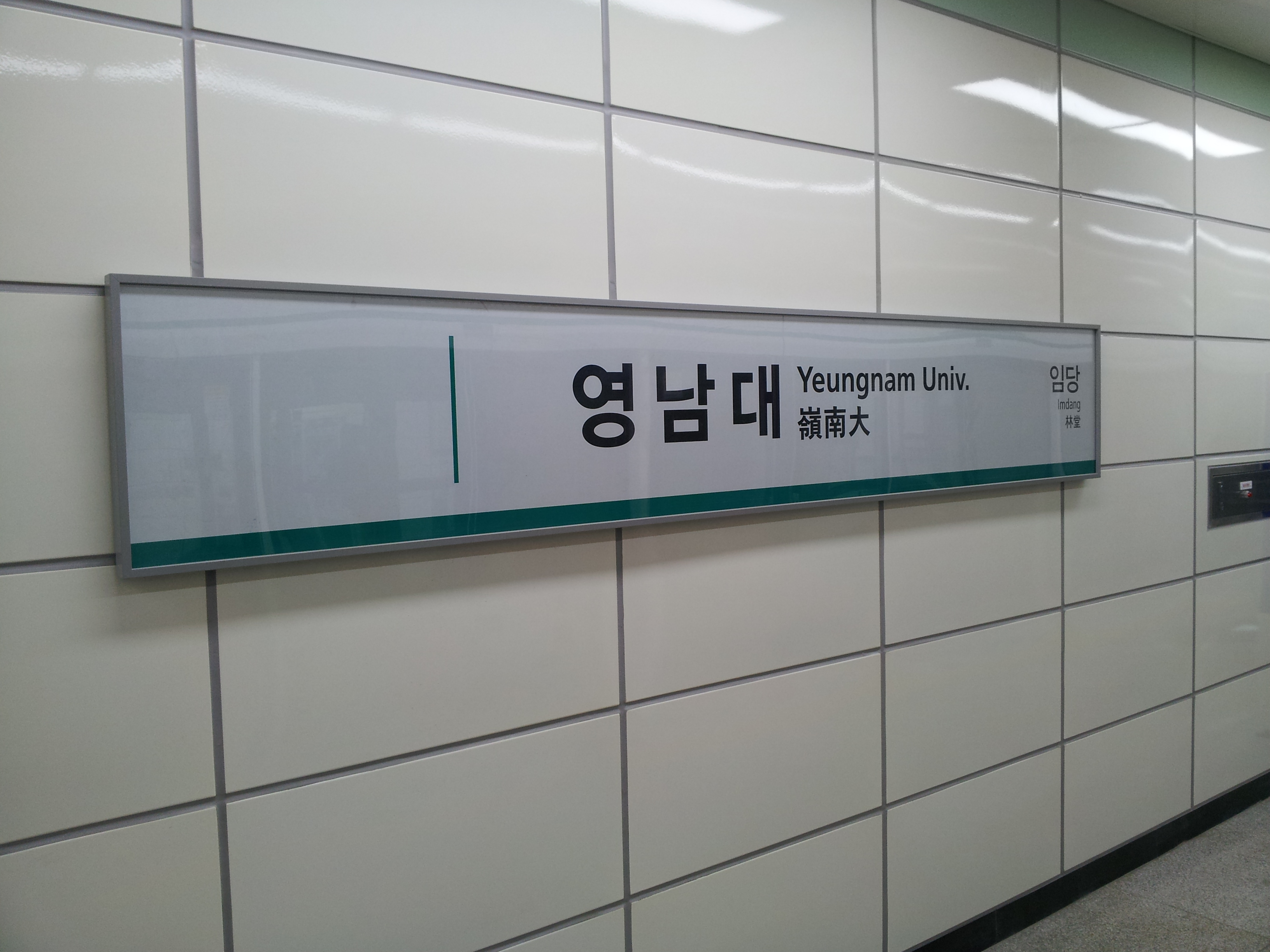
站名牌
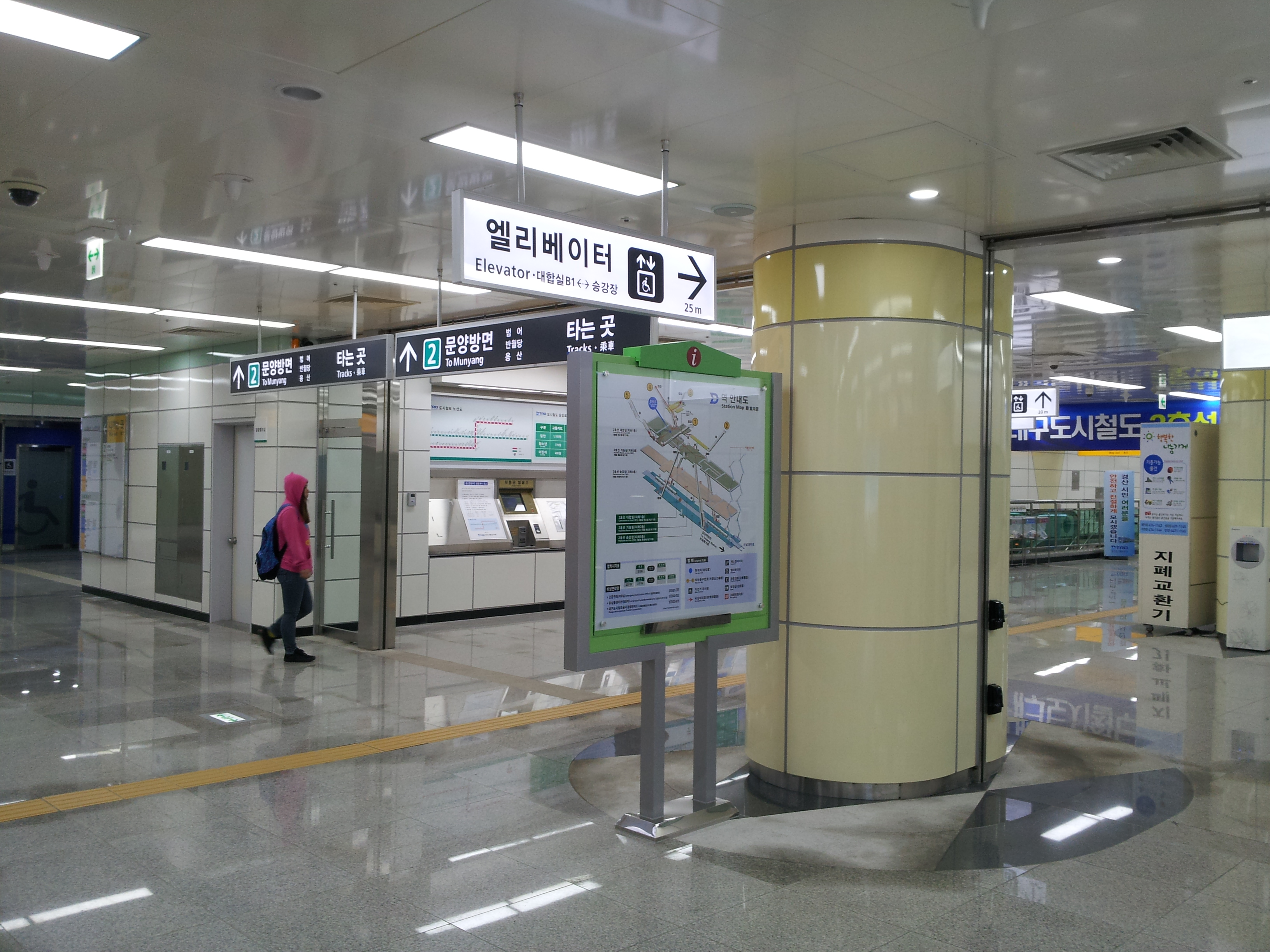
車站大廳
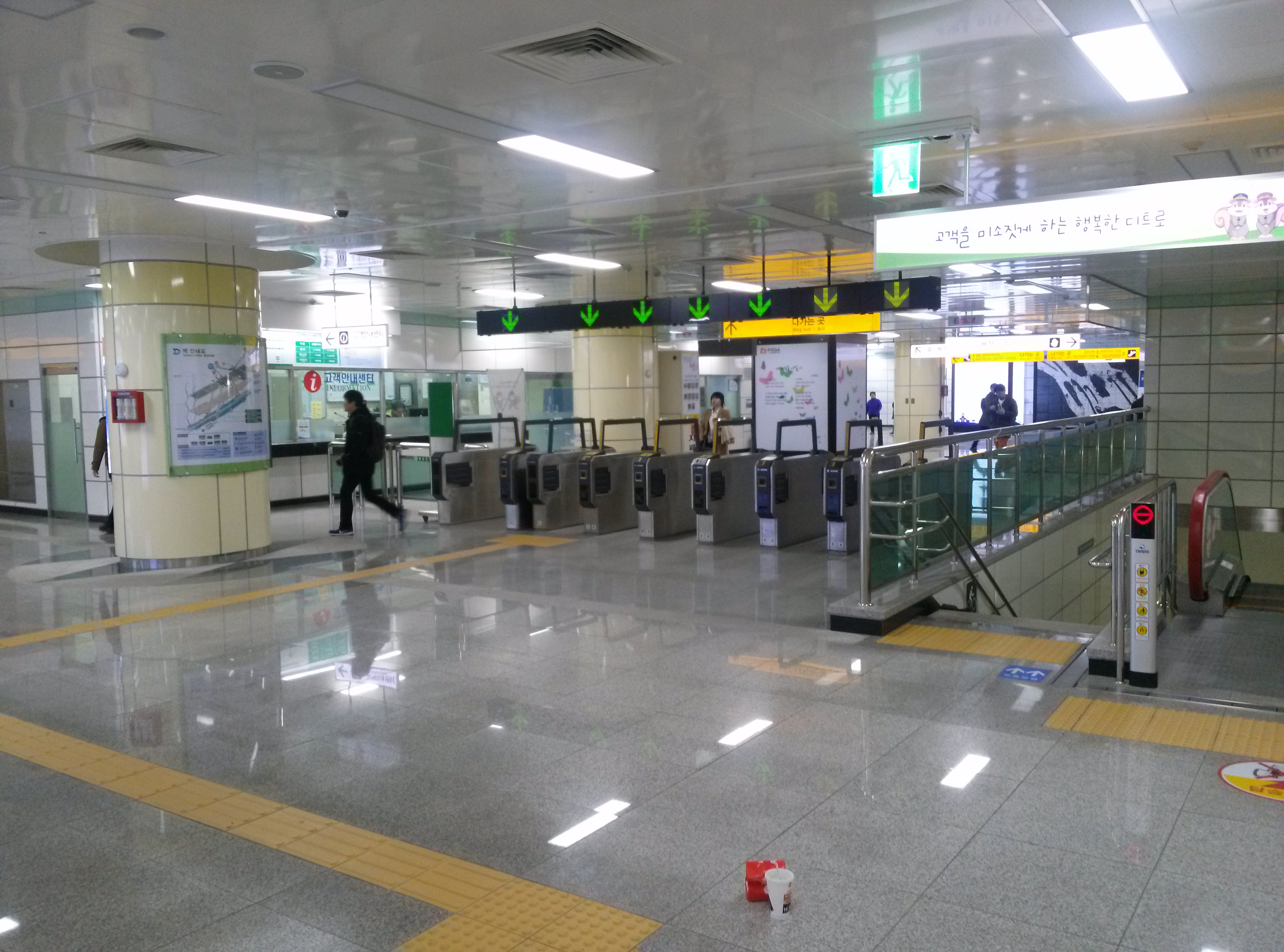
剪票閘口
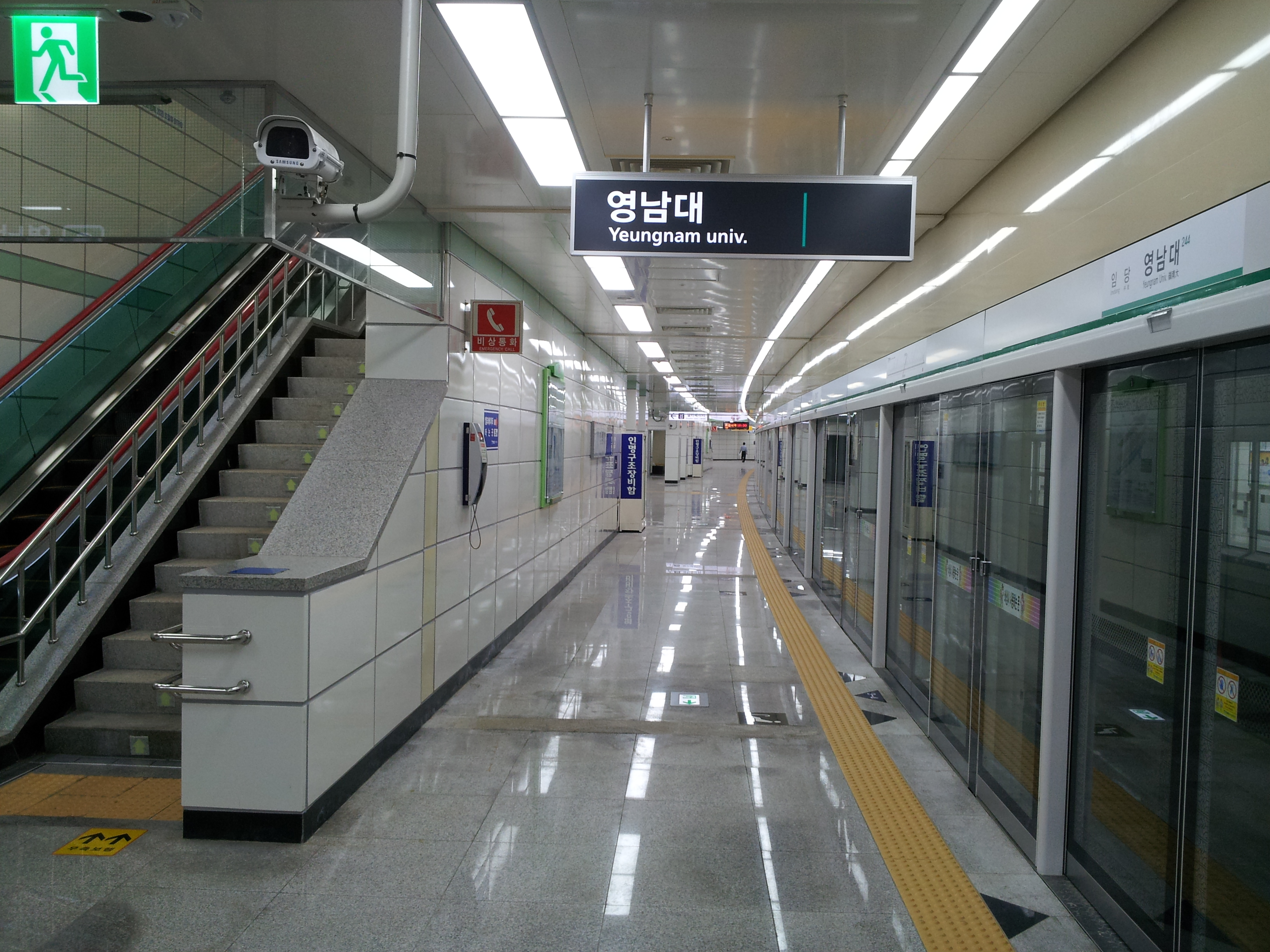
候車月台
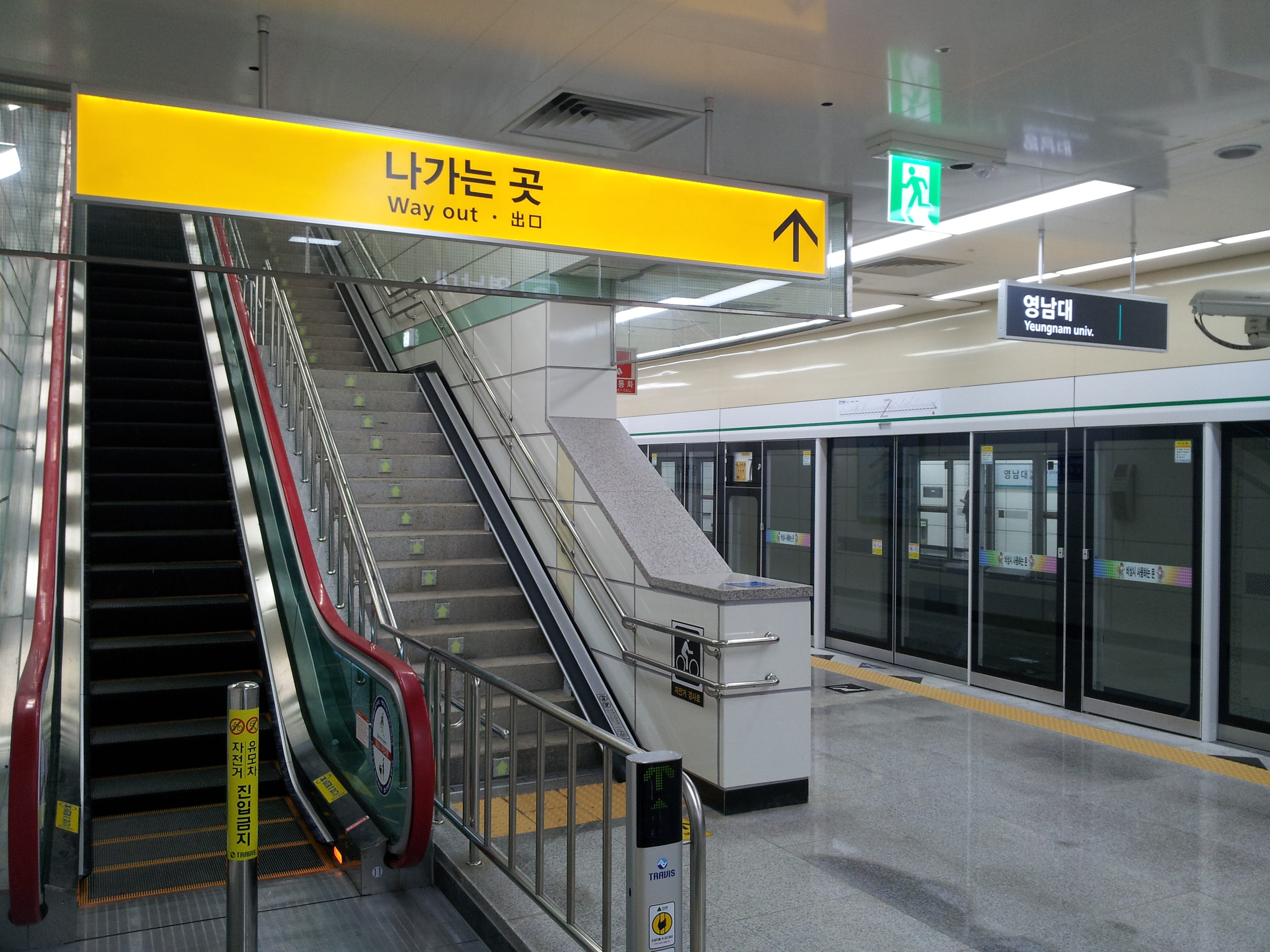
候車月台
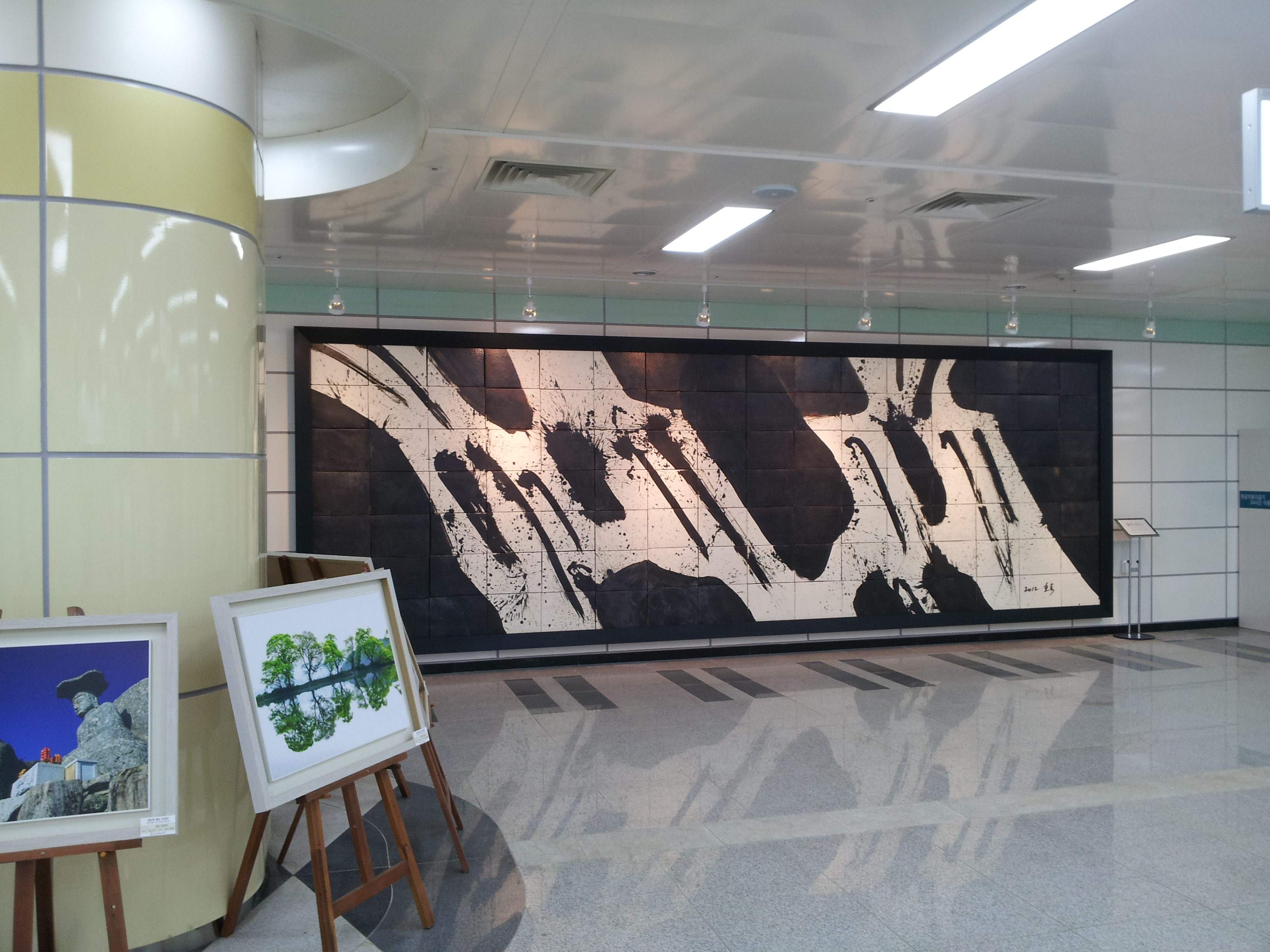
藝術展區
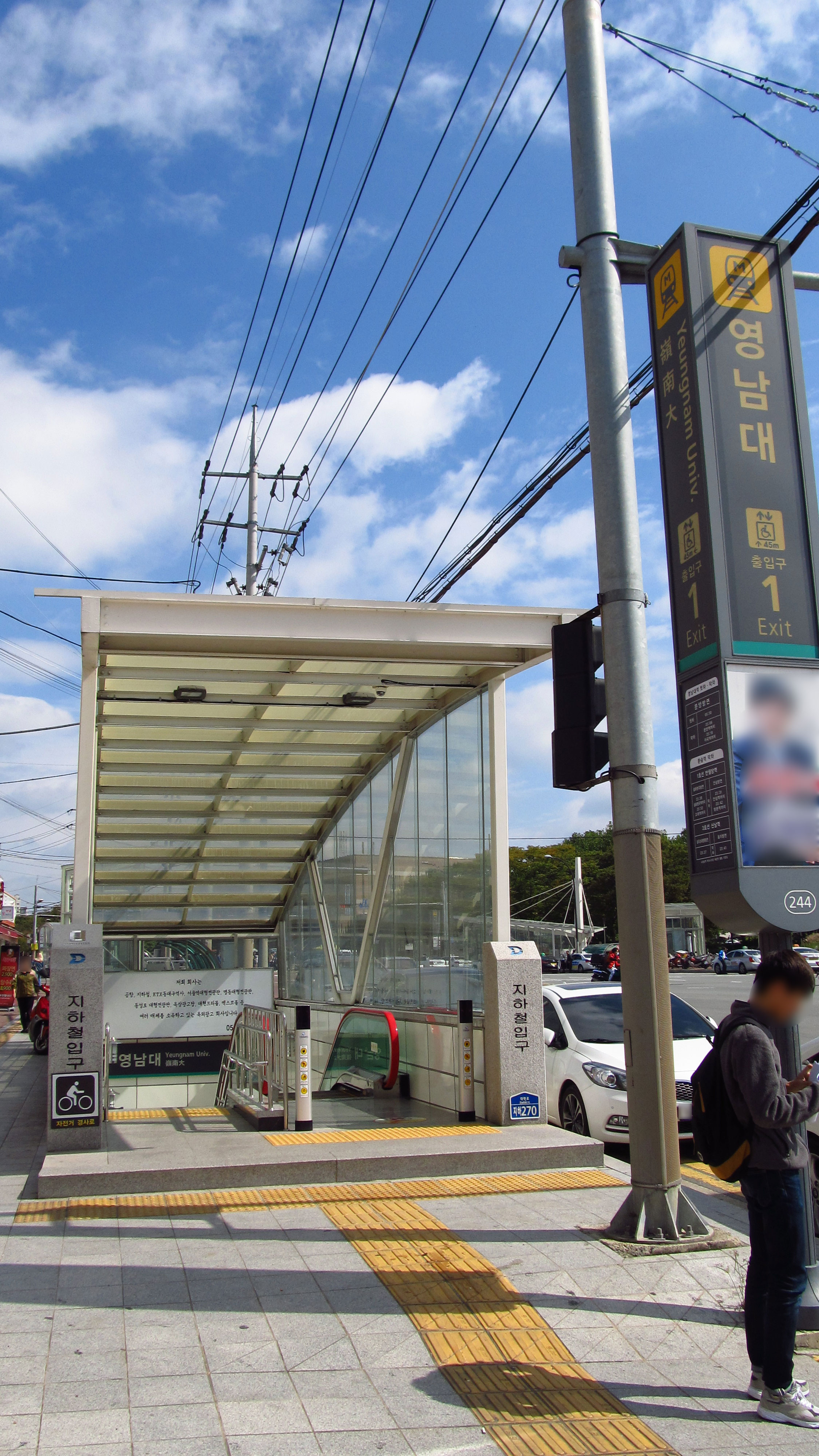
1號出口
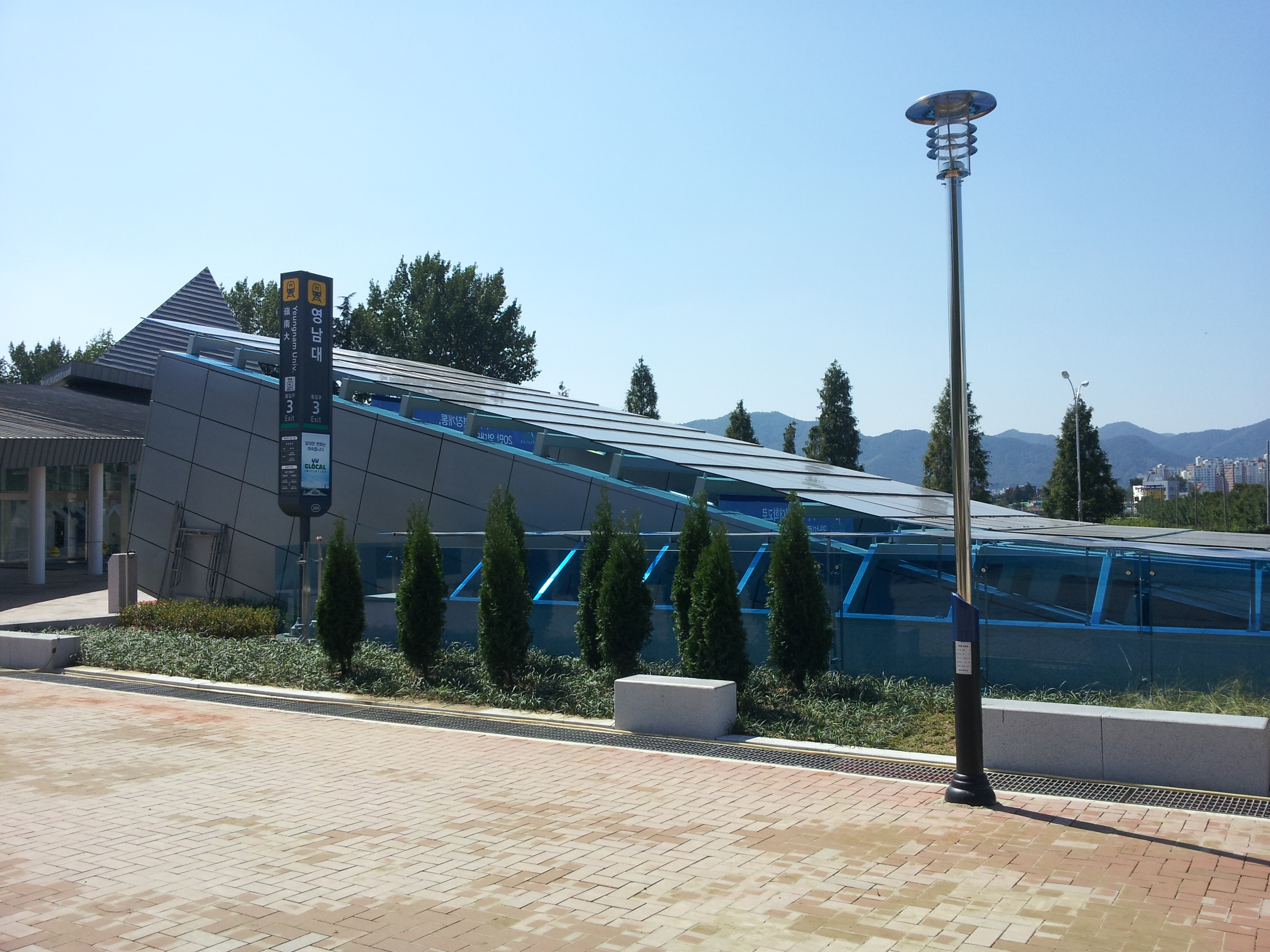
3號出口
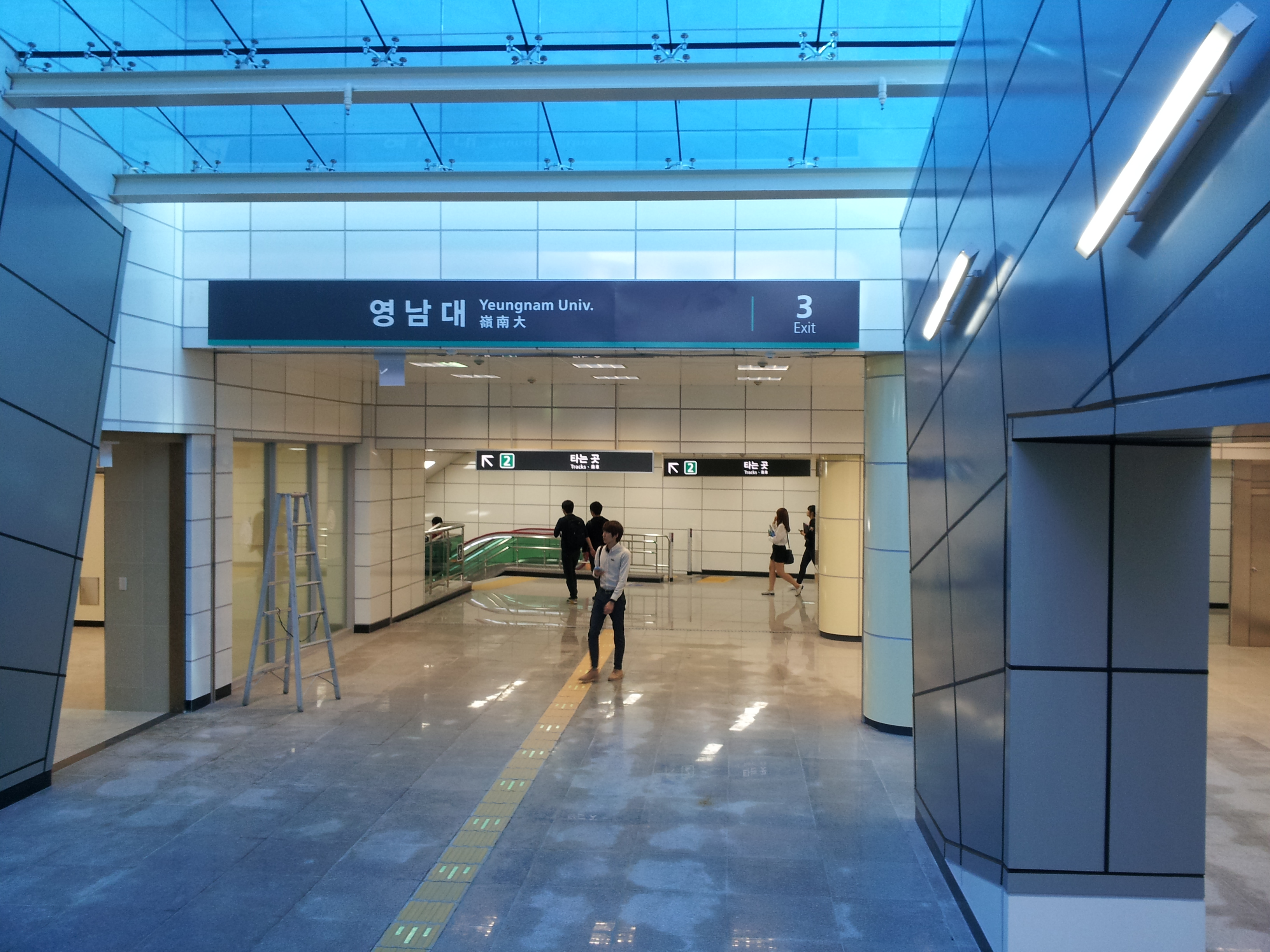
3號出口
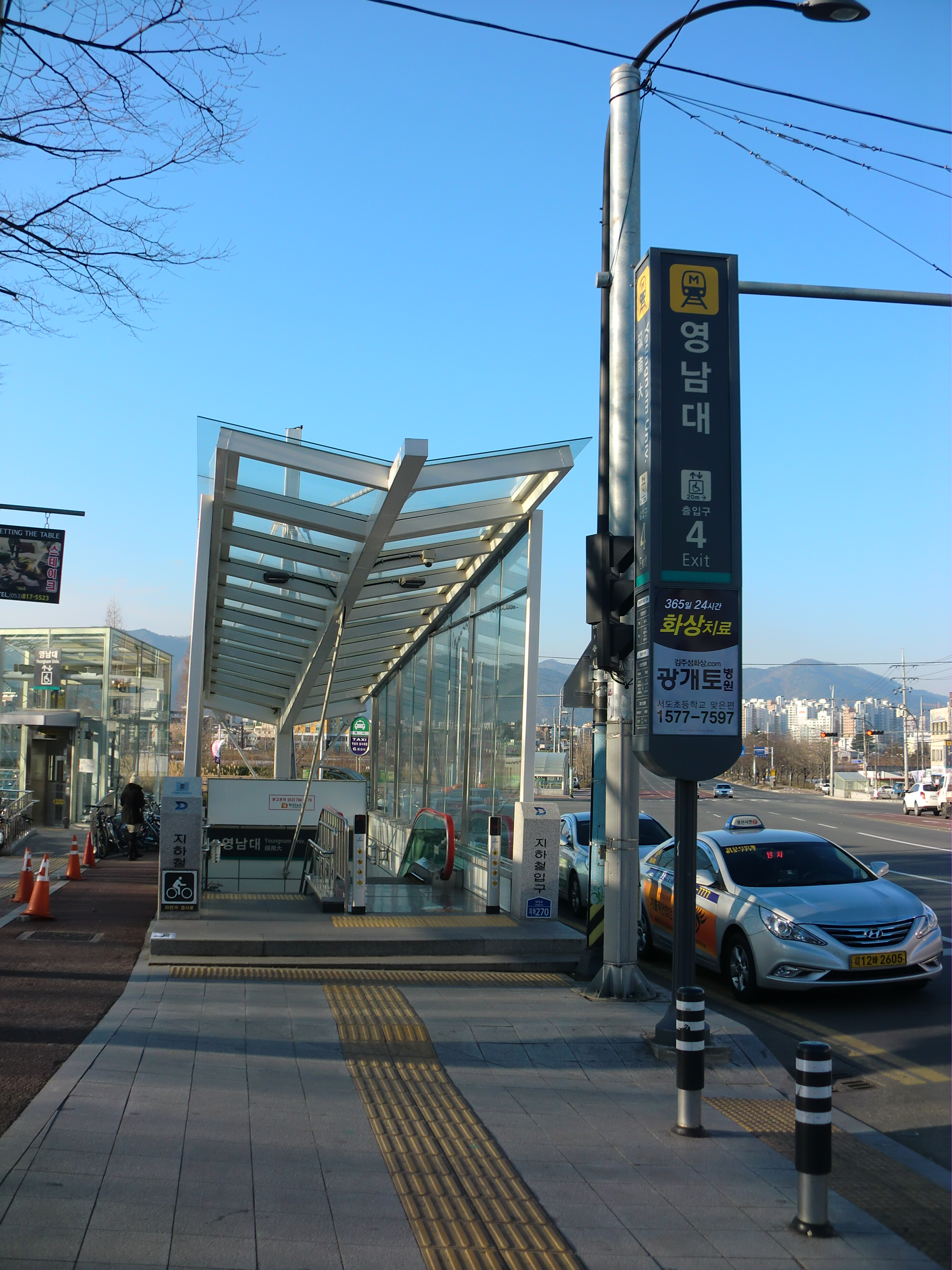
4號出口

## 相鄰車站
大邱都市鐵道公社
●大邱都市鐵道2號線
林堂（243）－嶺南大（244）